# 赫勒氏櫛鱗鰨
赫勒氏櫛鱗鰨為輻鰭魚綱鰈形目鰨亞目鰨科的其中一種，為熱帶海水魚，分布於西太平洋馬紹爾群島海域，棲息深度0-1公尺，體長可達4.7公分，棲息在底層水域，生活習性不明。